# Axel Herman Staf
Axel Herman Staf, född 16 december 1869 i Ransäters socken, Värmland, död 1 februari 1941 i Providence, Rhode Island, Amerika, var en svensk-amerikansk skulptör, mönsterritare och modellör.
Han var son till förpantaren Andreas Nilsson Staf och Maria Olsdotter. Staf kom som 15-åring till Stockholm och efter förberedande studier vid Tekniska aftonskolan kunde han med stöd av ett stipendium från Svenska slöjdföreningen gå en treårig kurs i modellering och ornamentsbildhuggeri vid Tekniska skolan. På ett stipendium från Kommerskollegium fortsatte han därefter sina konststudier i Tyskland. Han utvandrade till Amerika 1893 och anställdes som mönsterritare och modellör vid silvervarufirman Howard Sterling Company i Providence. Vid företaget utförde han bland annat den pokal som tilldelades segraren i kappseglingen om Amerikapokalen 1896. Omkring 1897 anställdes han som konstnärlig ledare vid Gorham Manufacturing Company i Providence och var kvar i denna tjänst fram till sin död. Flera av företagets pjäser som ställdes ut och prisbelönades på världsutställningar i Europa och Amerika var signerade av Staf. Bland hans arbeten märks de stora kandelabrarna på Astor Place i New York, en bronsplakett med reliefporträtt av pastor Morton på kyrkogården i Svenljunga samt en bronsplakett för predikstolen i den svensk-lutherska Gloria Deikyrkan i Providence. Vid sidan av sitt arbete var han även lärare vid Rhode Island School of Design samt grundare av skolans aftonkurser. 